# کیت رابینسون (هنرپیشه)
کیت رابینسون (انگلیسی: Keith Robinson؛ زادهٔ ۱۷ ژانویهٔ ۱۹۷۶) یک خواننده و هنرپیشه اهل ایالات متحده آمریکا است. وی از سال ۲۰۰۰ میلادی تاکنون مشغول فعالیت بوده‌است.

## گزیده فیلمشناسی
از فیلم‌ها یا برنامه‌های تلویزیونی که وی در آن نقش داشته‌است می‌توان به آثار زیر اشاره کرد.
- تقلید ۳: نگهبان (۲۰۰۳)
- دختران رؤیایی (فیلم) (۲۰۰۶)
- جان عزیز (فیلم) (۲۰۱۰)
- برخیز (۲۰۱۴)
- فاجعه (فیلم) (۲۰۱۵)
- همه نگاه‌ها به من (فیلم) (۲۰۱۷)
- بخش فوریت‌های پزشکی (مجموعه تلویزیونی) (۲۰۰۱) ۳ قسمت
- مانک (۲۰۰۲–۲۰۰۹)
- کسل (مجموعه تلویزیونی) (۲۰۱۰) - (۱ قسمت)